# Kungsörs kommun
59°25′N 16°5′Ø / 59.417°N 16.083°Ø
Kungsör kommune ligger i landskaperne Södermanland og Västmanland i länet Västmanlands län i Sverige. Kommunens administrationscenter ligger i byen Kungsör der ligger ved Arbogaåns udløb i Mälaren.

## Byer
Kungsör kommune har to byer.
Indbyggere pr. 31. december 2005.
| #  | By      | Indbyggere |
| -- | ------- | ---------- |
| 1. | Kungsör | 5.610      |
| 2. | Valskog | 719        |

## Eksterne kilder og henvisninger
- ”Kommunarealer den 1. januar 2012” (Excel). Statistiska centralbyrån.
- ”Folkmängd i riket, län och kommuner 30 juni 2012”. Statistiska centralbyrån.

- Wikimedia Commons har flere filer relateret til Kungsörs kommun